# Héliportage

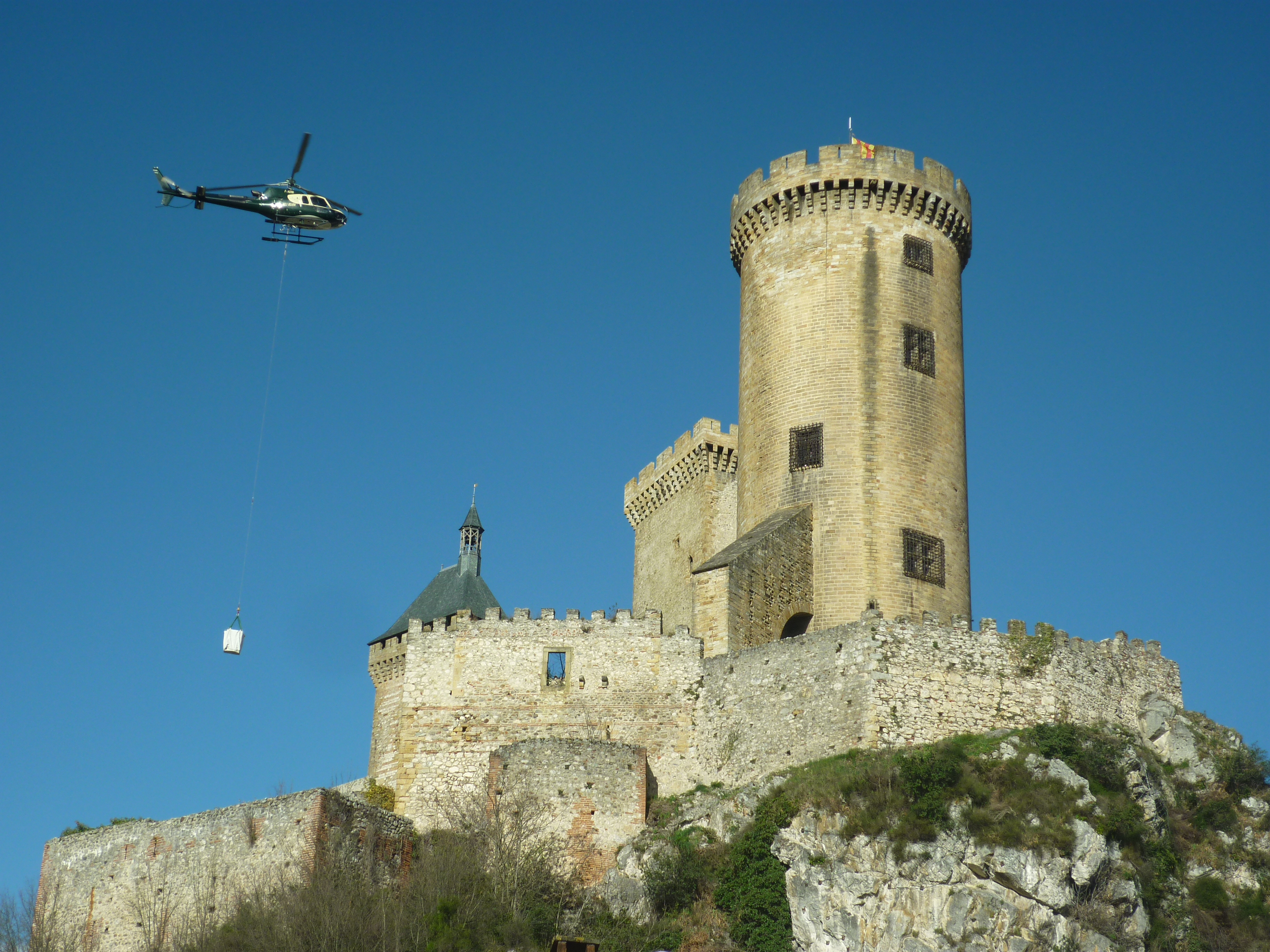
Héliportage de matériel au Château de Foix.

L'héliportage consiste à transporter des personnes ou du matériel par hélicoptère. Le terme héliportage est néanmoins le plus souvent employé pour désigner le transport de charges suspendues au bout d'une élingue.

## Description

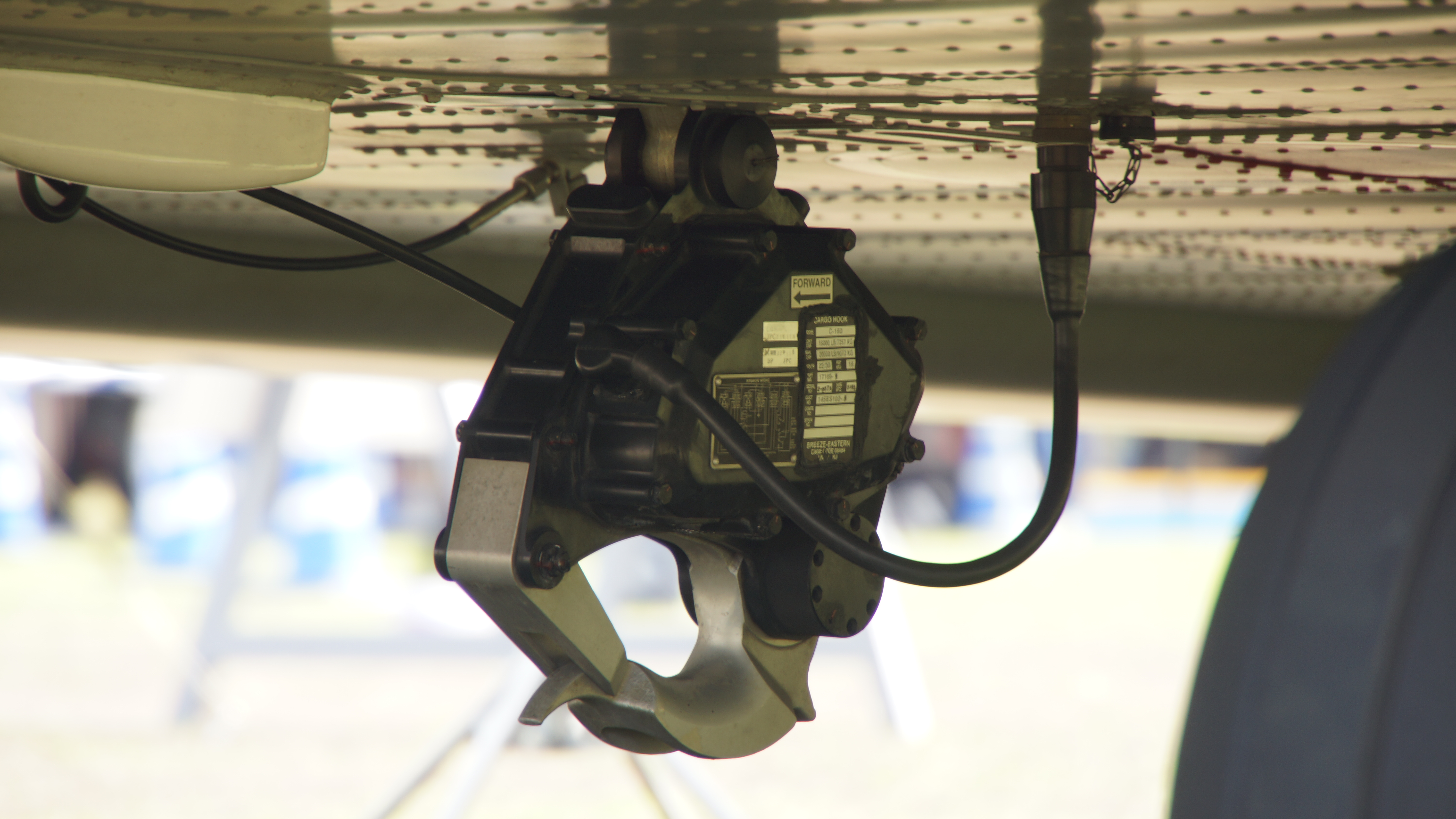
Crochet sous un Boeing CH-47 Chinook.

L'héliportage est utilisé pour le transport de charges lourdes ou encombrantes dans des milieux difficiles d'accès (toiture élevée, montagne).
Un crochet (en anglais : cargo hook) est fixé à un point d'attache situé sous le fuselage de l'hélicoptère, auquel est ensuite accroché une élingue. L'ouverture du crochet est opérée depuis le cockpit par le pilote.
La charge à transporter est le plus souvent accrochée puis décrochée de l'extrémité de l'élingue par un opérateur au sol lorsque l'hélicoptère est en vol stationnaire. L'ouverture du crochet n'est commandée par la pilote que pour libérer l'élingue en fin d'opérations ou, plus rarement, en cas d'urgence.
La longueur de l'élingue est différente suivant le profil de la charge (le souffle du rotor principal ne doit pas interférer avec la charge) mais aussi de l'environnement (forêt, falaise, poussière).
L'héliportage est utilisé pour des missions variées telles que la livraison de matériel sur toiture, le ravitaillement de refuges en montagne, l'installation de pylônes, le déroulage de câbles, le débardage de bois, les opérations militaires ou encore la lutte contre l'incendie au moyen d'un seau de type Bambi bucket.
La charge maximum est définie par les certifications de l'hélicoptère et du crochet (STC).